# Понуда Аустралије и Новог Зеланда за домаћинство Светског првенства у фудбалу за жене 2023.
Понуда Аустралије и Новог Зеланда за ФИФА Светско првенство у фудбалу за жене 2023. године, позната и као понуда КаоЈедан, била је успешна понуда Фудбалске федерације Аустралије (ФФА) и Фудбалског савеза Новог Зеланда (ФСНЗ) за домаћинство Светског првенства у фудбалу за жене 2023. Заједничка понуда је објављена 12. децембра 2019., комбинујући већ покренут напор Аустралије који је почео 29. октобра 2018. године. Понуда подразумева 13 места у 12 градова домаћина, а финале се играо у Сиднеју на стадиону Аустралија.

## Позадина
Након успешног организовања АФК Азијског купа 2015. године, интензивирала су се спекулације да ће се ФФА кандидовати за домаћинство Светског првенства у Аустралији. Федерална влада и ФФА су 13. јуна 2017. објавили заједничко саопштење којим се назначава намера да се кандидују за Светско првенство у фудбалу за жене 2023. године.
ФФА је раније показала интересовање за учешће на ФИФА Светском првенству у фудбалу за жене 2003, али је на крају изгубила упркос томе што је била једна од две „одличне понуде“ са ФИФА комитетом за женски фудбал који је одлучио да препоручи Кину. У сличним околностима ФФА је показала интересовање за лицитацију за издање 2011, међутим тадашњи извршни директор Бен Бакли је поднео званично писмо ФИФА о повлачењу из формалног процеса надметања.
Са објављивањем целокупног фудбалског плана 2014. године, ФФА је помињала надметање за ФИФА Светско првенство у фудбалу за жене као део десетогодишње стратегије за женски фудбал. Преломна година у 2017. за Матилде, који су учествовали на инаугурационом Турниру нација 2017, повећала је подршку за потенцијалну понуду.

### Развој кандидатуре
Влада Аустралије је 13. јуна 2017. обезбедила почетно финансирање од милион долара за студију изводљивости о шанси да понуда буде успешна. Премијер Малколм Тернбул је изразио подршку своје владе овој кандидатури, наводећи да су Матилде „прекрасни узори за младе жене и девојке широм Аустралије.“  Савезна влада је 6. фебруара 2018. обезбедила додатних 4 милиона долара, за које је извршни директор ФФА Дејвид Галоп прогласио да ће „донети огромну корист, али не само за здрав начин живота и квалитет живота у Аустралији. Премијерка Новог Јужног Југоистока Гледис Берејиклијан покренула је планове за привлачење неких од највећих спортских догађаја на свету у НСВ током наредне деценије, што је укључило и Светско првенство у фудбалу за жене 2023. године.
Понуда је званично објављена 29. октобра 2018. са слоганом кампање „#ГетОнсиде“. Лого и слоган понуде „Лимитлес“ су лансирани 7. јула 2019. Лого стилизује плаво-зелене обрисе да формира Аустралију са фудбалском лоптом.

## Додавање Новиог Зеланда кандидатури
Са ФИФА-иним планом да прошири број учесница на 32 тима, најављена је заједничка понуда Аустралије и Новог Зеланда да се разматра у јулу 2019. године. Дана 10. децембра 2019., непосредно пре рока за подношење понуда ФИФА, ФФА и ФСНЗ објавиле су споразум да поднесу заједничку понуду са 13 стадиона у 12 градова домаћина, истог дана је лансирао свој лого понуде у стилизованом фудбалу са светлоплавим „АУ“ кривинама које симболизују Аустралију и светло зеленим „НЗ“ такође са кривинама 2023 испод симбола
У 2019. години је објављено да ће те земље теоретски бити домаћини по четири групе (по 24 утакмице), а у каснијим фазама, Нови Зеланд ће бити домаћин 5 нокаут утакмица, а Аустралија 11 нокаут утакмица укључујући финале на стадиону Аустралија у Сиднеју након његовог генералног реновирања.

## Претходна искуства домаћинства ФИФА такмичења
- Аустралија
  - Светско првенство малдих у фудбалу 1993.
  - Светско првенство малдих у фудбалу 1993.
- Нови Зеланд
  - Светско првенство у фудбалу до 17 година 1999.
  - Светско првенство у фудбалу за жене до 17 година 2008.
  - Светско првенство у фудбалу до 20 година 2015.

## Стадиони
Следећи градови домаћини, места и капацитети укључени су у књигу понуда достављену ФИФА:

### Аустралија
| Сиднеј                                          | Сиднеј            | Бризбејн          | Мелбурн               |
| ----------------------------------------------- | ----------------- | ----------------- | --------------------- |
| Стадион Аустралија                              | Стадион Сиднеј    | Ланг Парк         | Мелбурн Крикет граунд |
| Капацитет: 83.500                               | Капацитет: 42.512 | Капацитет: 52.263 | Капацитет: 100.024    |
|                                                 |                   |                   |                       |
| ПертМелбурнСиднејЛонсестонБризбејнАделејдЊукасл |                   |                   |                       |
| Њукасл                                          | Перт              | Лонсестон         | Аделејд               |
| Њукасл Интернешнал                              | Перт Овал         | Јорк Парк         | Стадион Хајндмарш     |
| Капацитет: 25,945                               | Капацитет: 22,225 | Капацитет: 22,065 | Капацитет: 18,435     |
|                                                 |                   |                   |                       |

### Нови Зеланд
| Окланд            | Велингтон                                | Данидин                                  |
| ----------------- | ---------------------------------------- | ---------------------------------------- |
| Еден Парк         | Регионални стадион у Велингтону          | Форсит бар                               |
| Капацитет: 48.276 | Капацитет: 39.000                        | Капацитет: 28.744                        |
|                   |                                          |                                          |
| Хамилтон          | ОкландКрајстчерчДанидинХамилтонВелингтон | ОкландКрајстчерчДанидинХамилтонВелингтон |
| Стадион Вајкато   | ОкландКрајстчерчДанидинХамилтонВелингтон | ОкландКрајстчерчДанидинХамилтонВелингтон |
| Капацитет: 25.111 | ОкландКрајстчерчДанидинХамилтонВелингтон | ОкландКрајстчерчДанидинХамилтонВелингтон |
|                   | ОкландКрајстчерчДанидинХамилтонВелингтон | ОкландКрајстчерчДанидинХамилтонВелингтон |
| Крајстчерч        | ОкландКрајстчерчДанидинХамилтонВелингтон | ОкландКрајстчерчДанидинХамилтонВелингтон |
| Рагби лиг парк    | ОкландКрајстчерчДанидинХамилтонВелингтон | ОкландКрајстчерчДанидинХамилтонВелингтон |
| Капацитет: 22.556 | ОкландКрајстчерчДанидинХамилтонВелингтон | ОкландКрајстчерчДанидинХамилтонВелингтон |
|                   | ОкландКрајстчерчДанидинХамилтонВелингтон | ОкландКрајстчерчДанидинХамилтонВелингтон |

## Резултат
Понуда Аустралије и Новог Зеланда освојила је право домаћина ФИФА Светског првенства за жене 2023, 25. јуна 2020. У гласању од 35 квалификованих чланова Савета ФИФА, ова понуда је добила 22 гласа у односу на 13 Колумбије. Председник ФИФА Ђани Инфантино, заједно са АФКом, као и ОФКом, гласали су за све те чланове из Азијског дела, Конкакаф и Афричка фудбалска конфедерација су такође дали своје гласове овој понуди. Чланови Савета из Конмебола и УЕФА гласали су за кандидатуру Колумбије.